# Longney
Longney är en by i Stroud i Gloucestershire i England. Orten har 276 invånare (2001).